# 12 (Film)
12 ist eine russische Neuverfilmung des Spielfilms Die zwölf Geschworenen von Sidney Lumet in der Regie von Nikita Michalkow. Die ursprünglich in den Vereinigten Staaten angesiedelte Handlung ist dabei jedoch vor dem Hintergrund des Tschetschenienkonfliktes aktualisiert worden. 12 wurde 2008 für den Oscar als bester fremdsprachiger Film nominiert.

## Handlung
Der Film beginnt nach Ende der Beweisaufnahme eines Strafprozesses in Moskau gegen einen jungen Tschetschenen, dem der Mord an seinem russischen Stiefvater, einem Offizier der russischen Armee, vorgeworfen wird.
Die namensgebenden zwölf Geschworenen werden für die Zeit ihrer Entscheidungsfindung, die für einen Schuldspruch einstimmig ausfallen muss, in die Turnhalle einer Schule gesperrt. Obwohl eigentlich alle zwölf von seiner Schuld ausgehen, stellt sich einer von ihnen gegen eine schnelle Entscheidung.
Die Diskussion über den Prozess wird immer wieder durch Rückblenden in die durch den Tschetschenienkonflikt überschattete Jugend des Angeklagten unterbrochen. Im Laufe des Films kommen immer mehr Geschworene zur Überzeugung der Unschuld. Als nur noch ein einziger Geschworener gegen den Freispruch ist, gibt sich dieser als ehemaliger Offizier zu erkennen; er sei ebenfalls von der Unschuld überzeugt, eine Verurteilung sei aber besser für den Angeklagten, da ihn ansonsten die Schuldigen des Mordes ebenfalls ermorden würden. Er lässt sich aber umstimmen.
Nach dem Freispruch verspricht der ehemalige Offizier dem Jungen, die wahren Täter zur Strecke zu bringen.

## Preise
Der Film lief im Programm der Internationalen Filmfestspiele von Venedig 2007, wo Michalkow für sein Lebenswerk ausgezeichnet wurde. Der Film wurde in der Begründung der Verleihung als „neuer Beweis Michalkows Meisterschaft in der filmischen Erforschung und Enthüllung der Komplexität der Existenz“ gewürdigt. Für die Oscar-Verleihung 2008 wurde der Film als bester fremdsprachiger Film nominiert, ging aber leer aus. Der Film wurde mit zwei russischen Nika-Filmpreisen für das Jahr 2007 ausgezeichnet, Eduard Artemjew für die Filmmusik und Sergei Garmasch als bester männlicher Hauptdarsteller.